# Евен Тджівіджу
Евен Тджівіджу (англ. Even Tjiviju; нар. 2 лютого 1992) - намібійський спринтер, спеціалізується на дистанціях у 100 та 200 метрах. 
У 100-метрівці досяг півфіналу на чемпіонаті Африки 2014 року і змагався на чемпіонаті Африки у 2016 та 2018 роках, не досягши фіналу. У 200-метрівці досяг півфіналу на чемпіонаті Африки 2014 року та африканських іграх 2015 року. Він також був гайдом для Паралімпійського спортсмена Ананьяса Шиконго. 
Його досягненням є здобуття срібної медалі в естафеті 4 × 100 метрів на африканських іграх 2015 року  разом з товаришами по команді Хітджівіруе Каанджука, Дантаго Гуріраб і Джессе Уріхоб. Їх час 39.22 секунди є намібійським рекордом. 
Його особисті кращі результати - 10,58 секунди на 100-метрівці, досягнуті в травні 2014 року в Почефструмі; 21,14 секунди на 200-метрівці, досягнуті в серпні 2014 року в Марракеші; та 47.92 секунди у 400 метрах, досягнутих у лютому 2013 у Віндгуку. 